# Kopírování dat
Kopírování dat je v informatice postup zdvojování datového souboru. Protože počítačový program je také soubor dat, ke kterému ale operační systém přistupuje specifickým způsobem, pod pojmem kopírování dat se rozumí i kopírování programů. Může být prováděno různými způsoby, v závislosti na zdrojovém a cílovém nosiči informací. Kopírování dat ze vzdáleného serveru je obvykle označováno jako stahování. Právo týkající se kopírování dat je upraveno autorským zákonem, který ke kopírování dat přistupuje stejně jako k vytváření rozmnoženiny jakéhokoliv jiného díla. Bez svolení autora nelze dle autorského zákona zhotovovat kopie počítačových programů.
Obvykle bylo tolerováno kopírování děl pro osobní potřebu z nelegálních zdrojů, rozsudek Evropského soudního dvora ale zdůrazňuje, že „členské státy by měly zákonem zakázat možnost pořizování soukromých rozmnoženin z neoprávněného zdroje“ a že „vnitrostátní právní předpisy, které nečiní žádný rozdíl mezi soukromými rozmnoženinami pořízenými z oprávněných zdrojů a rozmnoženinami pořízenými z nedovolených zdrojů nelze nadále tolerovat“. Ve Velké Británii byl až v roce 2014 autorský zákon novelizován tak, aby bylo možné pro vlastní potřebu vytvořit kopie děl z legálně zakoupených nosičů, tedy do podoby, která je obdobná v České republice.